# Peraceras
Il peracerato (gen. Peraceras) è un mammifero perissodattilo estinto, appartenente ai rinoceronti. Visse tra il Miocene medio e il Miocene superiore (circa 16 - 8 milioni di anni fa) e i suoi resti fossili sono stati ritrovati in Nordamerica.

## Descrizione
Questo rinoceronte era di grandi dimensioni, e la specie più grossa (P. superciliosum) poteva oltrepassare i 4 metri di lunghezza. Il cranio era insolitamente corto, in particolare la regione del muso, e le femmine possedevano la parte terminale della mandibola (sinfisi) rivolta all'insù. I maschi possedevano grandi incisivi inferiori, come tutti gli appartenenti al gruppo degli aceraterini. Le ossa nasali erano molto corte, mentre le arcate zigomatiche erano molto larghe. È possibile che, almeno in alcune specie, vi fosse un breve corno nella regione del naso.
Il corpo di Peraceras era massiccio e sorretto da quattro arti robusti, che nel corso dell'evoluzione di questo genere divennero via via più corti. Il dorso era dotato di lunghe espansioni delle vertebre dorsali anteriori, che fanno pensare alla presenza di una gobba simile a quella degli odierni bisonti.

## Classificazione
Descritto per la prima volta nel 1880 da Edward Drinker Cope, Peraceras è stato a lungo confuso con altri generi di rinoceronti nordamericani, come Aphelops, Diceratherium e Aceratherium. Solo nel 1987 una revisione del genere ha rimesso ordine nella tassonomia di questo animale: Peraceras era un genere estremamente specializzato di rinoceronti aceraterini, dotati generalmente di lunghe zampe e di grandi incisivi inferiori.
Si suppone che vi fossero tre specie, di cui la più antica è P. profectum, della taglia di un odierno rinoceronte nero. Questa specie, dotata di zampe relativamente allungate, era molto comune nel Miocene medio in gran parte degli Stati Uniti occidentali e sudoccidentali; successivamente apparve P. hessei, di dimensioni molto minori, tipica del golfo del Texas ma nota anche nel Nuovo Messico. L'ultima specie ad apparire fu P. superciliosum, caratteristica del Miocene superiore e nota principalmente negli stati settentrionali e in Nuovo Messico, ma non nelle grandi pianure meridionali; quest'ultima specie sviluppò notevoli somiglianze morfologiche (zampe corte, corpo allungato) con un altro genere di rinoceronti, Teleoceras, ed è probabile che le due forme entrarono in competizione. È interessante notare come i fossili di Teleoceras siano presenti in gran numero nelle pianure meridionali, dove invece sono assenti quelli di P. superciliosum.

## Paleobiologia
Si suppone che Peraceras fosse un abitatore delle pianure e che si nutrisse principalmente di foglie, ma è possibile che la specie nana (P. hessei) fosse un'abitatrice delle foreste. La specie più derivata (P. superciliosum) era probabilmente tipica delle pianure e si specializzò in una dieta a base di erba, perdendo tuttavia la competizione con il più specializzato Teleoceras, che sopravvisse fino al termine del Miocene (5 milioni di anni fa).